# I Just Wasn't Made for These Times (álbum)
I Just Wasn't Made for These Times es el segundo álbum de estudio del músico estadounidense Brian Wilson, publicado por la compañía discográfica MCA Records en agosto de 1995.
Tras su debut en solitario con Brian Wilson en 1988, su psicoterapeuta, Eugene Landy, también tuvo una gran influencia en el siguiente proyecto de Wilson, Sweet Insanity, que su archivado en 1990 y nunca publicado. Finalmente, después de varios años de sobremedicación y manipulación por parte de Landy, Wilson fue liberado de su cargo a finales de 1991 por orden judicial y fue obligado a reiniciar una nueva etapa en su vida. Tras la salida forzada de Landy, Wilson comenzó una relación con Melinda Ledbetter, que ayudó a Brian a reunirse con su familia y recomenzar su vida pública.
Listo para volver a ser un músico en activo, Wilson sintió que lo mejor que podía hacer era recordar a sus seguidores lo lejos que había llegado con un álbum en el que revisaba canciones de su vasto catálogo. Trabajando en equipo con Don Was, y estableciendo por su propia cuenta un ambiente musical sobrio y modesto, Wilson creó algunas versiones refrescantes de sus canciones con una banda que incluyó al guitarrista Waddy Wachtel, al teclista Benmont Tench, al batería Jim Keltner y al bajista James "Hutch" Hutchinson.
I Just Wasn't Made for These Times alcanzó el puesto 59 en la lista UK Albums Chart y no entró en la lista estadounidense Billboard 200.

## Lista de canciones
Todas las canciones escritas y compuestas por Brian Wilson excepto donde se anota. 
| N.º | Título                       | Escritor(es)                 | Duración |  |
| 1.  | «Meant for You»              | Brian Wilson, Mike Love      | 0:50     |  |
| 2.  | «This Whole World»           |                              | 1:55     |  |
| 3.  | «Caroline, No»               | Brian Wilson, Tony Asher     | 2:39     |  |
| 4.  | «Let the Wind Blow»          | Brian Wilson, Mike Love      | 2:44     |  |
| 5.  | «Love and Mercy»             |                              | 3:13     |  |
| 6.  | «Do It Again»                | Brian Wilson, Mike Love      | 2:44     |  |
| 7.  | «The Warmth of the Sun»      | Brian Wilson, Mike Love      | 3:48     |  |
| 8.  | «Wonderful»                  | Brian Wilson, Van Dyke Parks | 2:44     |  |
| 9.  | «Still I Dream of It» (Demo) |                              | 3:35     |  |
| 10. | «Melt Away»                  |                              | 2:58     |  |
| 11. | «'Til I Die»                 |                              | 2:47     |  |

## Personal
- Brian Wilson: voz y piano
- Mark Goldenberg: guitarra
- Waddy Wachtel: guitarra
- James "Hutch" Hutchinson: bajo
- Benmont Tench: piano y órgano
- Jim Keltner: batería
- David McMurray: saxofón y flauta
- Andrew Gold, Donald Ray Mitchell, Sir Harry Bowens, Jeff Pescetto, Kip Lennon, Sweet Pea Atkinson: coros

## Posición en listas
| País        | Lista           | Posición |
| ----------- | --------------- | -------- |
| Reino Unido | UK Albums Chart | 59       |